# 조디 로렌스
조디 로렌스(Jody Lawrance, 1930년 10월 19일 ~ 1986년 7월 10일)는 미국의 배우, 영화배우이다.
포트워스에서 태어났으며 오하이에서 사망하였다.

## 영화
- 핫 스펠 (1958년)
- 올 어쇼어 (1953년)